# Squash nos Jogos Sul-Asiáticos de 2006
As competições de squash nos Jogos Sul-Asiáticos de 2006 ocorreram entre 19 e 26 de agosto. Quatro torneios foram disputados.

## Calendário
| Agosto | 14 | 16 | 17 | 18 | 19 | 20 | 21 | 22 | 23 | 24 | 25 | 26 | 27 | 28 | Finais |
| ------ | -- | -- | -- | -- | -- | -- | -- | -- | -- | -- | -- | -- | -- | -- | ------ |
| Squash |    |    |    |    |    |    | 2  |    |    |    |    | 2  |    |    | 4      |

## Quadro de medalhas
| Ordem | País       | Medalha de ouro | Medalha de prata | Medalha de bronze |    |
| ----- | ---------- | --------------- | ---------------- | ----------------- | -- |
| 1     | Índia      | 2               | 2                | 2                 | 6  |
| 2     | Paquistão  | 2               | 1                | 1                 | 4  |
| 3     | Sri Lanka  |                 | 1                | 3                 | 4  |
| 4     | Bangladesh |                 |                  | 1                 | 1  |
| 5     | Nepal      |                 |                  | 1                 | 1  |
| TOTAL | TOTAL      | 4               | 4                | 8                 | 16 |

## Medalhistas
| Evento               | Ouro                        | Prata                     | Bronze                                                        |
| Individual masculino | PAK Paquistão Mansoor Zaman | PAK Paquistão Aamir Khan  | IND Índia Gaurav Nandrjog IND Índia Harinder Pal Singh Sandhu |
| Individual feminino  | IND Índia Joshna Chinappa   | IND Índia Dipika Pallikal | SRI Sri Lanka Nirasha Guruge SRI Sri Lanka Telani Guruge      |
| Equipes masculinas   | PAK Paquistão               | IND Índia                 | SRI Sri Lanka BAN Bangladesh                                  |
| Equipes femininas    | IND Índia                   | SRI Sri Lanka             | PAK Paquistão NEP Nepal                                       |